# Camptosema isopetalum
Camptosema isopetalum là một loài thực vật có hoa trong họ Đậu. Loài này được (Lam.) Taub. miêu tả khoa học đầu tiên.